# Кутовой, Тарас Викторович
Тарас Викторович Кутовой (25 февраля 1976, Киев, УССР — 21 октября 2019, Тарасенково, Оржицкий район, Полтавская область) — украинский политик. Народный депутат Украины VII созыва, VIII созыва. C 14 апреля 2016 по 22 ноября 2018 года министр аграрной политики и продовольствия Украины.

## Ранние годы
Кутовой родился в многодетной семье преподавателей. Имел брата и трёх сестёр. Отец — Виктор Александрович Кутовой, родился и вырос в Лохвице, окончил с отличием местную школу № 1. Работал преподавателем в Национальном экономическом университете и занимался научной деятельностью в Институте математики Национальной академии наук Украины. Сейчас на пенсии. Мать — Светлана Германовна Кутовая, учитель высшей категории, преподавала математику в школе, ныне на пенсии.

## Образование
В 1992 году с отличием окончил Киевский физико-математический лицей № 145. В 1997 году получил полное высшее образование (диплом с отличием) в Национальной академии Службы безопасности Украины (г. Киев), в 1998 году получил базовое высшее образование в Киевском национальном экономическом университете (г. Киев). В 2002 году получил третье полное высшее образование в Международном институте менеджмента (г. Киев).
Имел степень магистра бизнес-администрирования, кандидат экономических наук.

## Трудовая деятельность
В 1998—1999 годы Кутовой был заместителем главного аудитора проектов и программ региональных отделений в Международном фонде «Возрождение». В 1999—2004 годы работал финансовым директором Всеукраинского фонда «Шаг за шагом». В 2004 году стал членом правления данного фонда, основная миссия которого — реализация проектов, направленных на обеспечение равного доступа к качественному образованию для всех детей, в том числе детей с особыми потребностями.
В 2004—2009 годах был финансовым директором ЗАО «Инвестиционная компания XXI век». В 2010—2011 годы занимал должность президента ОАО «Компания Райз». Затем стал управляющим директором представительства «А1 Глобал Холдингс Лимитед».
В 2008 году стал членом общественной организации «Всеукраинское общественное объединение Союз Спасения Села». С 2012 года до конца жизни был председателем наблюдательного совета этой общественной организации; она осуществляет деятельность в поддержку села и защиту прав крестьян.

## Политическая деятельность
Был членом Политической партии УДАР (Украинский Демократический Альянс за Реформы) Виталия Кличко.
28 октября 2012 года был избран народным депутатом Украины от одномандатного округа № 151. Был первым заместитель председателя Комитета Верховной Рады по вопросам аграрной политики и земельных отношений, членом Специальной контрольной комиссии по вопросам приватизации.
Кутовой в парламенте неформально координировал условную ячейку партии УДАР в БПП (депутаты, ранее входившие в УДАР и ориентировавшиеся на Кличко).
14 апреля 2016 года был назначен министром аграрной политики и продовольствия Украины (в составе правительства Гройсмана). Вместе с новой командой Министерства разработал план реформирования агропромышленного комплекса Украины под названием «Стратегия 3 + 5». В частности, МинАПП во главе с Тарасом Кутовым определило 3 направления реформ — прозрачный оборот земли, прямая государственная поддержка фермеров и приватизация убыточных госпредприятий. Развитие сельских территорий, расширение рынков сбыта, органическое производство и нишевые культуры, орошения, безопасность и качество продукции является 5 приоритетами реализации этих реформ.
1 ноября 2018 года включён в санкционный список России.

## Общественная деятельность
На уровне Верховной Рады отстаивал позицию общины города Гадяч Полтавской области о присвоении ему статуса города областного значения. За соответствующее постановление народные депутаты проголосовали 13 мая 2015 года. Большую роль в этом процессе сыграло историческое наследие города, ведь 19 ноября 2013 года Верховная Рада поддержала постановление, авторства Тараса Кутового о праздновании 350-летия Гадяча как гетманской столицы Левобережной Украины.
Был автором постановления о праздновании на государственном уровне 80-летия со дня рождения поэта и журналиста Василия Симоненко, которое Верховная Рада приняла 21 мая 2013 года. По этому случаю, руководствуясь указанным документом, «Укрпочта» выпустила юбилейный конверт, марку и устроила спецпогашение, приуроченные ко дню рождения В. Симоненко. С просветительской целью в апреле 2015 года Тарас Кутовой передал в библиотеки своего округа собрание сочинений Василия Симоненко.
В 2016 году присоединился к культурно-историческому проекту, инициированного телеведущей, Первым заместителем председателя Национального совета по вопросам телевидения и связи Ольгой Герасимюк, по сохранению и реставрации сети школ Лохвицкого земства, построенных по проекту архитектора Афанасия Сластиона с 1912 по 1916 годы.

## Личная жизнь
Политик состоял в браке во второй раз, жена тележурналистка Антонина Гапченко, от первого брака у него есть дочь Соломия (род. 2007).

## Смерть и похороны
21 октября 2019 года примерно в 16 часов по местному времени в районе села Тарасенко Оржицкого района Полтавской области произошло крушение вертолета Robinson R44, которым управлял Тарас Кутовой. В результате крушения Кутовой погиб. Он направлялся из Киева в Полтавскую область.
23 октября 2019 года в Клубе Кабинета министров Украины прошла церемония прощания с Тарасом Кутовым, которую посетили многие известные политики, в том числе экс-премьер Владимир Гройсман и экс-президент Пётр Порошенко. Похоронен на Зверинецком кладбище.

## Признание
В 2007 году Кутовой был признан лучшим финансовым директором Украины, по оценкам Международного института Адама Смита. В 2008 году он вошёл в десятку лучших финансистов Украины, по версии журнала «Компаньон».